# Straubinger Kalender
Der Straubinger Kalender ist ein Heimatkalender für Niederbayern und die Oberpfalz. Er erschien 2016 im 420. Jahrgang und ist damit der älteste Heimatkalender Deutschlands.

## Geschichte
Der Ursprung des Kalenders geht auf das Jahr 1597 zurück. Damals soll der Straubinger Buchdrucker Jakob Summer den ersten Kalender erstellt haben. Seit dem Jahr 1860 wird er von der CI. Attkofer'schen Kunst- und Buchdruckerei herausgegeben. Das älteste erhaltene Exemplar aus dem Jahr 1765 befindet sich im Stadtarchiv in Straubing.

## Äußeres
Der Kalender wird im Softcover gebunden und hat einen Umfang von 288 Seiten. Auf der Titelseite ist eine Abbildung der Nesselmadonna aus dem Karmelitenkloster Straubing abgedruckt sowie ein historischer Kupferstich der Stadt Straubing mit dem Flussraddampfer Ludwig.

## Inhalt
Der erste Teil des Kalenders besteht aus dem Kalendarium, Zeit- und Festerechnung, Festtage des jüdischen Kalenders, Anschrift der kirchlichen Behörden, Ewiger Kalender, Maß und Gewichtseinheiten sowie Trächtigkeitskalender nützlicher Haustiere.
Der zweite Teil des Kalenders besteht aus Erzählungen, Gedichten, Zeichnungen und Fotos mit zumeist heimatbezogenen Inhalt. Diese stammen zumeist von Privatpersonen, die von der Redaktion überarbeitet werden.
Der dritte Teil besteht aus einem Märkteverzeichnis der Region Niederbayern und Oberpfalz sowie den Posttarifen.